# توسنيلدا
توسنيلدا (10 قبل الميلاد - 17) هي ابنة الأمير الشيراسكي سيغيستس. كان والدها ينوي تزويجها لشخص ما، ولكنها هربت مع أرمينيوس وتزوجا بدلا من ذلك، وقد قاد أرمينيوس تحالف القبائل الجرمانية لاحقا إلى الانتصار على فاروس وجحافله في المعركة غابة تويتوبورغر في عام 9.
تواصلت الحرب بين الامبراطورية الرومانية وقبائل ألمانيا الشمالية، وفي مايو من عام 15 أصبحت توسنيلدا أسيرة لدى جرمانيكوس ابن شقيق الإمبراطور تيبيريوس الذي أمر بغزو ألمانيا. وكانت حاملا وبقت مع والدها، الذي كان عميلا للرومان ويعارض أرمينيوس بشدة وكان هو نفسه من سلمها إلى جرمانيكوس، بعد أن أنقذه من قبل برده القوات أرمينيوس التي كانت تحاصره. حزن زوجها حزنا شديدا لفقدانها ولم يتزوج مرة أخرى. استعمل واقعة أسرها لحشد تأييد القبائل الألمانية، ونتيجة لذلك أصبح لديه ما يكفي من القوات ليهزم الجيش الروماني مرتين في آب / أغسطس وأيلول / سبتمبر من نفس العام.
أثناء أسرها، انجبت توسنيلدا ابنها الوحيد من أرمينيوس توميليكوس. في 26 مايو عام 17، عرضت توسنيلدا وابنها كجزء من انتصارت جرمانيكوس الثمينة خلال استعراض في روما، وكان والدها ضمن متفرجين. السنة التالية، وقبيل معركة نهر فزر، تشارك أرمينيوس في شهير جدال مع أخيه فلافيوس الذي كان لا يزال يخدم في الجيش الروماني. أبلغ فلافيوس أرمينيوس أن توسنيلدا تُعامل بشكل جيد.
تدرب توميليكوس في مدرسة المصارعة في رافينا ويعتقد أنه مات في عرض مصارعة في سن صغيرة نسبيا. أخبرنا تاسيتوس بأنه سيتكلم عن مصير توميليكوس «في الوقت المناسب». والفجوة الرئيسية في نصوصه كانت بين عامي 30 و31، بذلك يمكن القول أن توميليكوس توفي ما بين سن الخامسة عشرة والسادسة عشرة.